# Majungasaure
El majungasaure (Majungasaurus, "llangardaix de Mahajanga") és un gènere de dinosaure teròpode abelisàurid que va viure al Cretaci superior, fa entre 70 i 65 milions d'anys, en el que actualment és Madagascar. Se'n coneix una única espècie, M. crenatissimus, descrita pel paleontòleg rossellonès Charles Depéret. Aquest dinosaure fou anomenat com a Majungatholus durant un curt període, un nom que actualment es considera sinònim més modern de Majungasaurus.